# Apollontempel (Ägina)

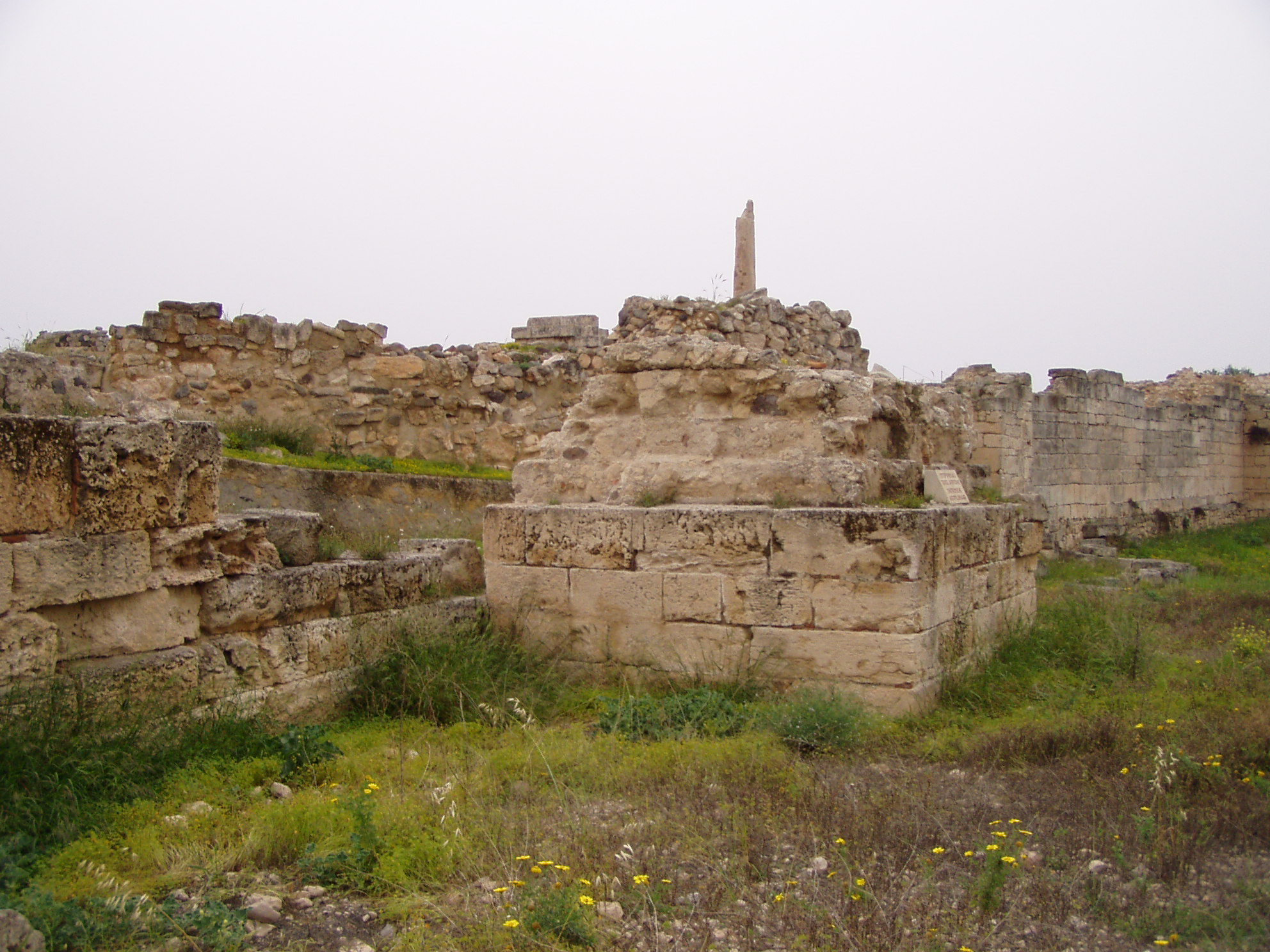
Die Ruine des Apollontempels von Norden

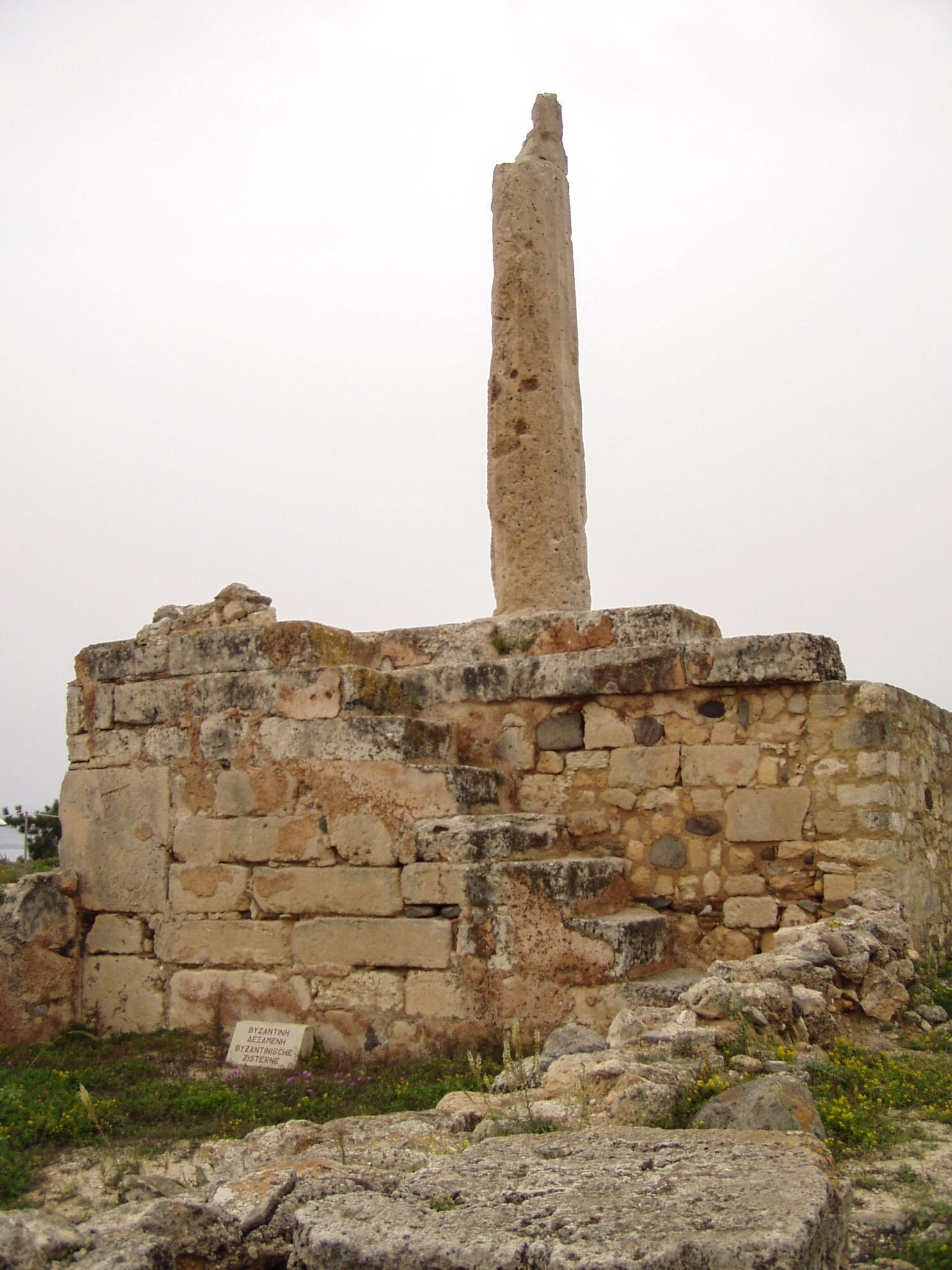
Die für den Platz namensgebende Säule

Die Ruine des Apollontempels auf der griechischen Insel Ägina befindet sich beim Hafen des gleichnamigen Hauptortes der Insel. Die einzige noch aufrecht stehende Säule des Bauwerks gab dem Ort den Namen Kap Kolona, der seit dem 16. Jahrhundert bezeugt ist.

## Rekonstruierte Gestalt und Geschichte bis zur Zerstörung
Die heute sichtbaren Überreste des Tempels gehören fast ausschließlich zu einem dorischen Peripteros, der in der Zeit zwischen 520 und 510 v. Chr. errichtet wurde. Als möglicher Nachfolgebau eines älteren Tempels aus dem frühen 6. Jahrhundert v. Chr. war er das Zentrum des Apollonkultes der Insel und das erste Bauwerk, das Ankömmlinge im Handelshafen von Ägina erblickten. Nach der Rekonstruktion von Wolfgang Wurster wurde sein Dach von 6×11 (eventuell 6×12) Säulen getragen. Die einzige heute übrige Säule gehörte zum Opisthodom an der Rückseite des Tempels. Das Fundament ist mit 18,75 × 34,28 m etwas breiter als das des bekannteren Aphaiatempels im Osten der Insel. Die wenigen erhaltenen Farbspuren weisen auf die bunte Farbgestaltung des Tempels hin, deren Einzelheiten jedoch nicht rekonstruierbar sind.
In der antiken Literatur ist der Tempel bereits früh bezeugt (etwa bei Herodot). Der Reiseschriftsteller Pausanias nennt ihn in seiner Beschreibung der Insel an erster Stelle. Ihm folgen andere Reiseschriftsteller, die jedoch aus Unkenntnis den Tempel anderen Göttern zuschreiben (darunter Artemis, Hekate, Athene). Der Zeitpunkt der Zerstörung des Tempels ist unbekannt. Bei der Ummauerung des Stadthügels im 3. Jahrhundert n. Chr. wurden zwar dorische Bausteine verwendet, doch finden sich keine Hinweise auf Bausteine des Tempels in der Mauer. Im 16. Jahrhundert stand auf dem Hügel eine venezianische Festung, und der Name des Ortes auf einer Karte aus dieser Zeit deutet an, dass der Tempel bereits zerstört war: Cap de Conon ist vermutlich verschrieben aus Cap de Colonne.
Die erste neuzeitliche Quelle für den Zustand des Tempels stellen die Reiseberichte von Jacob Spon und George Wheler dar, die Ägina 1675 besuchten. Sie berichten, dass von dem Tempel nichts als zwei dorische Säulen mit einem Architrav übrig seien. Im August 1765 reiste die Londoner Society of Dilettants nach Ägina, und William Pars schuf ein Aquarell mit einer Ansicht der Ruine, das heute im Britischen Museum ausgehängt ist.

## Erforschung

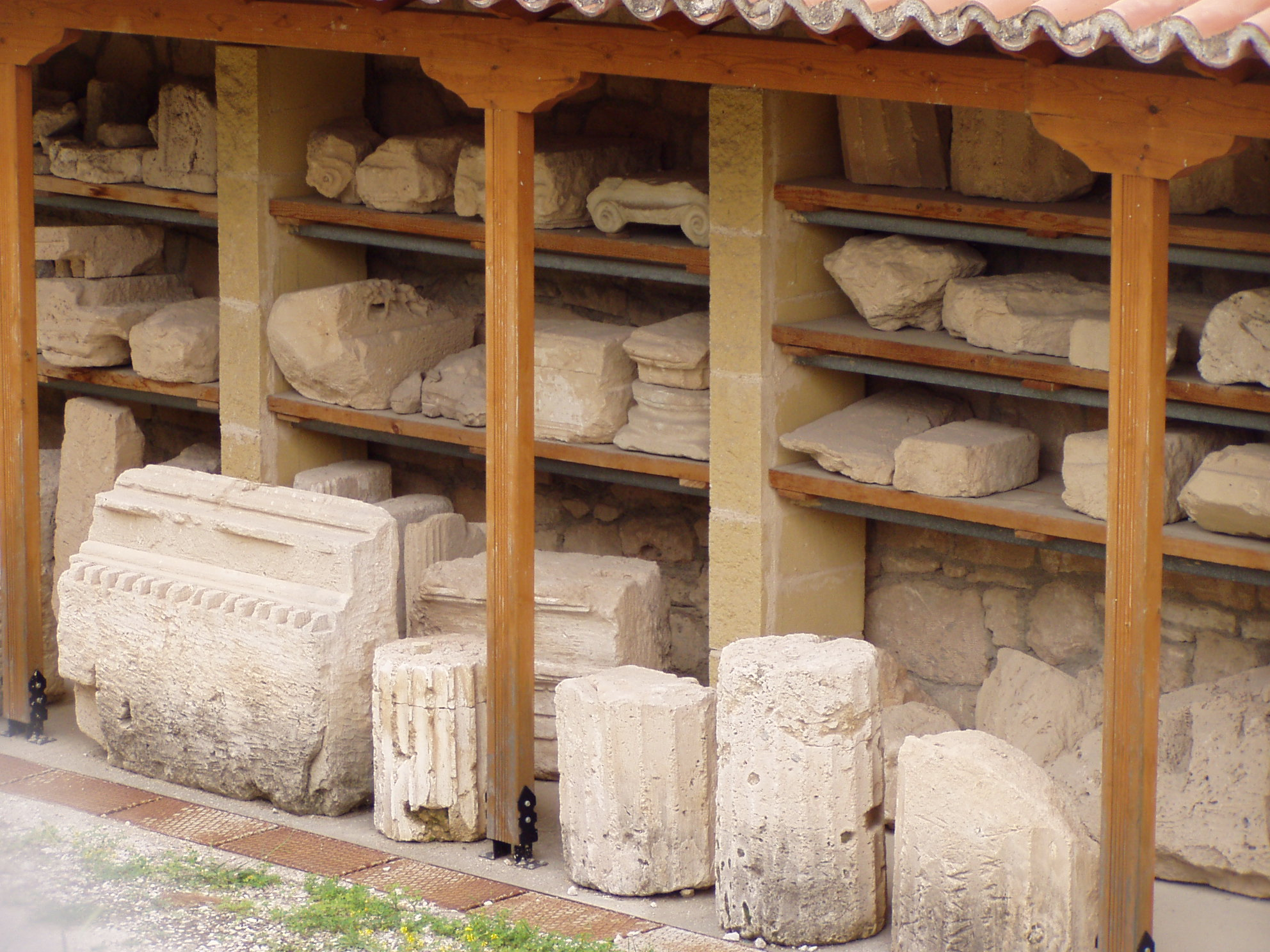
Funde aus dem Tempelbezirk vor dem Grabungsmuseum

Der erste Altertumswissenschaftler, der die Ruine untersuchte, war der britische Archäologe William Gell. Er besuchte die Insel von 1800 bis 1803 und erwähnte die Tempelruine in seinem Reisebericht von 1819. Eine Federzeichnung aus seinem Skizzenbuch zeigt, dass der Architrav und das Kapitell der südlichen Säule damals bereits abgestürzt waren. Auch Edward Dodwell beschrieb die Ruine nach seinem Besuch im September 1805. William Martin Leake, der die Insel 1804 und 1806 besuchte, konnte keine neuen Erkenntnisse erbringen. Die erste gründliche Untersuchung unternahmen die Architekten Charles Robert Cockerell und Carl Haller von Hallerstein im Jahre 1811. Nach einer zweiten Reise (1812) hatte Cockerell viele Daten gesammelt und Skizzen angefertigt, die für die spätere Rekonstruktion von größter Bedeutung waren. Zu dieser Zeit nahm man noch an, der Tempel sei der Aphrodite geweiht, und stützte sich dabei auch auf die Überlieferung des Pausanias, dessen Reiseroute noch falsch rekonstruiert wurde.
Die Überreste des Tempels wurden in den folgenden Jahren schwer beschädigt: Otto Magnus von Stackelberg ist der letzte, der bei seiner Reise beide Säulen beschreibt (1810–1815). In der Zeit zwischen 1815 und 1828 stürzte die nördliche, vollständige Säule um, vermutlich bei einem Sturm. Im Winter 1828/1829 verursachte der US-amerikanische Arzt Samuel Gridley Howe die schwerwiegendsten Zerstörungen an den Überresten: Um den Flüchtlingen des Revolutionskrieges Arbeit und Nahrung zu verschaffen, ließ Howe sie für den Tagelohn von einem Laib Brot pro Person die Reste des Tempels abtragen und zum Bau einer neuen Mole im Hafen verwenden. Er begann mit 300 Arbeitern und beschäftigte zuletzt 700. Das Einzige, was sie übrig ließen, waren die tief in die Erde eingelassenen Fundamente und die letzte stehende Säule.
Im Verlauf dieser Zerstörung, die vom Ritter von Scharnhorst 1829 berichtet wurde, wuchs die Sorge um den Baubestand auf der Insel. Eine französische Expedition nahm im Jahr 1829 die Baudenkmäler der Insel systematisch auf und beschrieb auch die Reste des Apollontempels. Weitere Beschreibungen stammen von Ludwig Ross (August 1832), Leo von Klenze (Sommer 1834) und Edmond About (1852). Eine systematische Ausgrabung des Tempels geschah erst 1894 durch Valerios Stais. Sie wurde ab 1904 von Adolf Furtwängler im Auftrag der Bayerischen Akademie der Wissenschaften fortgesetzt und nach seinem Tod 1907 unterbrochen. Erst 1924 nahmen Paul Wolters und Gabriel Welter die Grabungen wieder auf. Welter richtete sich auf Ägina häuslich ein und führte Forschungen durch (1938 publiziert), in denen er auch die Weihe des Tempels für den Stadtgott Apollon nachwies. Nach dem Zweiten Weltkrieg lag die Forschung lange Zeit brach, ehe die Bayerische Akademie der Wissenschaften 1966 Hans Walter zum Vorsitzenden der Ägina-Kommission ernannte. Sein Team führte umfangreiche Grabungen im Bereich der Ruine durch, die eine weitgehende Rekonstruktion der ursprünglichen Gestalt erlaubten. Die Ergebnisse dieser Grabungen wurden 1974 von Wolfgang Wurster publiziert. Hier wurde auch der abschließende Beweis für die Zuschreibung zum Gott Apollon geliefert.
Von 1993 bis 2013 leiten die österreichischen Archäologen Florens Felten und Stefan Hiller vom Österreichischen Archäologischen Institut die Grabungen in Kolonna, von 2014 bis zu seinem überraschenden Tod 2018 Wolfgang Wohlmayr von der Universität Salzburg, mit der die Grabung seit 1966 verbunden ist. Wohlmayrs Nachfolger wurde 2019 Alexander Sokolicek.